# Cristina Roccati
Cristina Roccati (Rovigo, 24 de octubre de 1732-Rovigo, 16 de marzo de 1797) fue una académica y poeta italiana. Estaba comenzando una ilustre carrera académica tras graduarse en la Universidad de Bolonia en 1751, el tercer título universitario entregado a una mujer por una universidad italiana, cuando los problemas económicos forzaron su regreso a las provincias venecianas, donde continuó enseñando física durante décadas.

## Biografía
Roccati era miembro de una familia noble en Rovigo. Estudió lenguas clásicas con Peter Bertaglia Arquà, profesor del seminario de Rovigo, y a los quince años ya era admirada por la Academia de Rovigo Ordna por sus poemas. En 1747, obtuvo el permiso de sus padres para estudiar filosofía natural en la Universidad de Bolonia bajo la tutela de Bertaglia. Fue aceptada por la universidad ese mismo año. Estudió literatura, lógica, metafísica, moral, meteorología y astronomía, pero se centró en la física y las ciencias naturales. Fue también reconocida por su poesía. Fue miembro de la Academia de Concordia (1749), la Accademia degli Apatisti di Firenze (1750) y la Academia de la Arcadia bajo el nombre Aganice Aretusiana (1753), así como de la Accademia degli Ardenti de Bolonia y dei Ricoverati en Padua.
Se graduó en filosofía el 5 de mayo de 1751. Estuvo activa como profesora de física en la Accademia dei Concordi de Rovigo desde 1751 hasta al menos 1777. Desde 1751, estudió también en la Universidad de Padua. Sin embargo, en 1752 las dificultades financieras de su familia le hicieron interrumpir sus estudios en Padua. Fue elegida presidenta de la Accademia dei Concordi de Rovigo en 1754.